# Paolo Piffarerio
Paolo Piffarerio, né le 27 août 1924 à Milan, et mort dans la même ville le 30 juin 2015, est un dessinateur de bande dessinée italien.

## Œuvre
- Akim (1re série), Aventures et Voyages, collection Mon journal
  1.  La Vallée des diamants, scénario de Mario Sbattella, Luciano Secchi et Roberto Renzi, dessins de Mario Sbattella, Augusto Pedrazza et Paolo Piffarerio, 1963
  2. Le Mystère du Faucon II, scénario de Mario Sbattella, Luciano Secchi et Roberto Renzi, dessins de Mario Sbattella, Augusto Pedrazza et Paolo Piffarerio, 1963
  3.  L'Ennemi diabolique, scénario de Mario Sbattella, Luciano Secchi et Roberto Renzi, dessins de Mario Sbattella, Augusto Pedrazza et Paolo Piffarerio, 1964
  4.  Quand Zig intervient, scénario de Mario Sbattella, Luciano Secchi et Roberto Renzi, dessins de Mario Sbattella, Augusto Pedrazza et Paolo Piffarerio, 1964
  5.  Le Prisonnier de l'île de la solitude, scénario de Mario Sbattella, Luciano Secchi et Roberto Renzi, dessins de Mario Sbattella, Augusto Pedrazza et Paolo Piffarerio, 1965
  6. Mystère sur les monts, scénario de Mario Sbattella, Luciano Secchi et Roberto Renzi, dessins de Mario Sbattella, Augusto Pedrazza et Paolo Piffarerio, 1965
- Akim (2e série), Mon journal Multimedias
  1.  La Réunion des grands chefs, scénario de Roberto Renzi et Luciano Secchi, dessins de Joseph Garcia, Augusto Pedrazza et Paolo Piffarerio, 1998
  2.  L'Enveloppe mystérieuse, scénario de Roberto Renzi et Luciano Secchi, dessins d'Augusto Pedrazza et Paolo Piffarerio, 1999
  3. Le Philtre magique, scénario de Roberto Renzi et Luciano Secchi, dessins d'Augusto Pedrazza et Paolo Piffarerio, 2000
  4. La Tanière de Rag, scénario de Roberto Renzi et Luciano Secchi, dessins d'Augusto Pedrazza et Paolo Piffarerio, 2000
  5.  Zig triomphe, scénario de Roberto Renzi et Luciano Secchi, dessins d'Augusto Pedrazza et Paolo Piffarerio, 2000
  6. Les Hommes du désert, scénario de Roberto Renzi et Luciano Secchi, dessins d'Augusto Pedrazza et Paolo Piffarerio, 2000
  7.  Le Retour de Terror le cyclope, scénario de Roberto Renzi et Luciano Secchi, dessins d'Augusto Pedrazza et Paolo Piffarerio, 2000
  8.  La grande idole, scénario de Roberto Renzi et Luciano Secchi, dessins d'Augusto Pedrazza et Paolo Piffarerio, 2000
  9.  Sirénus, scénario de Roberto Renzi et Luciano Secchi, dessins d'Augusto Pedrazza et Paolo Piffarerio, 2001
  10.  Le Plan de Jim, scénario de Roberto Renzi et Luciano Secchi, dessins d'Augusto Pedrazza et Paolo Piffarerio, 2001
  11. L'Élément zéro, scénario de Roberto Renzi et Luciano Secchi, dessins d'Augusto Pedrazza et Paolo Piffarerio, 2001
  12.  Le Secret de Monseigneur, scénario de Roberto Renzi et Luciano Secchi, dessins d'Augusto Pedrazza et Paolo Piffarerio, 2002
- Bengali, Aventures et Voyages, collection Mon Journal
  1.  Le Trésor du lac, scénario de Roberto Renzi et Luciano Secchi, dessins d'Augusto Pedrazza et Paolo Piffarerio, 1964
  2.  La grande fièvre, scénario de Roberto Renzi et Luciano Secchi, dessins d'Augusto Pedrazza et Paolo Piffarerio, 1968
  3.  Le Combat du siècle, scénario de Roberto Renzi et Luciano Secchi, dessins d'Augusto Pedrazza et Paolo Piffarerio, 1969
- Le Masque de fer, scénario et dessins de Paolo Piffarerio d'après Alexandre Dumas, M.C.L., 1978
- Histoires noires, Elvifrance
  1.  Bas les masques, scénario de Paolo Piffarerio, dessins de Leonardo Gagliano, 1991